# 오바람
오바람(일본어: オーキド・シゲル 오키도 시게루[*], 영어: Gary Oak 게리 오크[*])은 닌텐도의 게임 소프트 《포켓몬스터》를 원작으로하는 애니메이션에 등장하는 가공의 인물이다. 한지우의 소꿉 친구이자 라이벌이다. 오박사의 손자이다. 그는 가끔 한지우를 만나는 에피소드가 있다. 이름처럼 바람둥이여서 그의 주변에는 6명의 여자친구가 있다. 성우는 이선주이다.
SM에 등장하는 알로라지방의 포켓몬 연구자 송호 오는 오바람에게 재종조부가 된다.